# STS-131
STS-131 fue una misión que fue llevada a cabo por el transbordador espacial Discovery, cuyo lanzamiento tuvo lugar el 5 de abril de 2010. La carga útil principal fue el Módulo de Logística Multi-Propósito (MPLM) Leonardo. La misión también adjuntó un tanque de amoníaco de repuesto para ensamblarlo fuera de la estación y devolver un experimento europeo que estuvo fuera del módulo Columbus.

## Tripulación
- Alan G. Poindexter (2) -  Comandante
- James Dutton (1) -  Piloto de aviación
- Richard Mastracchio (3) -  Especialista 1 de misión
- Dorothy M. Metcalf-Lindenburger (1) -  Especialista 2 de misión
- Clayton Anderson (2) -  Especialista 3 de misión
- Stephanie Wilson (3) -  Especialista 4 de misión
- Naoko Yamazaki (1) -  Especialista 5 de misión